# David (Donatello)
David são duas estátuas feitas por Donatello, retratando a história bíblica da vitória do Rei David sobre o gigante Golias. A primeira foi iniciada em 1408 e terminada em 1409 e a última acha-se que foi esculpida em 1440.